# Porsche 911 GT2 (993)
Chronologie des modèles
Porsche 911 GT2 (996)
La Porsche 911 GT2 (993) est une voiture de route et de course, construite et commercialisée par Porsche. Elle correspond à la version GT2 de la Porsche 911 type 993.

## Aspects techniques
Elle est équipée d'un moteur turbocompressé (deux turbos) à six cylindres à plat (flat-6) de 3 600 cm3 de cylindrée qui développe environ 450 ch,.

## Historique en compétition
La Porsche 911 GT2 (993) est présentée au salon d'Essen en décembre 1994, disponible à la vente pout un engagement en compétition.
En 1995, elle participe à sa première course, les 24 Heures de Daytona, où, pilotée par Hurley Haywood, David Murry, Bernd Mayländer et Jochen Rohr, elle termine deuxième de la catégorie GTS-1 et quatrième du classement général,.
La Porsche 911 GT2 (993) remporte deux années de suite la catégorie GT2 aux 24 Heures du Mans 1996 et 1997.

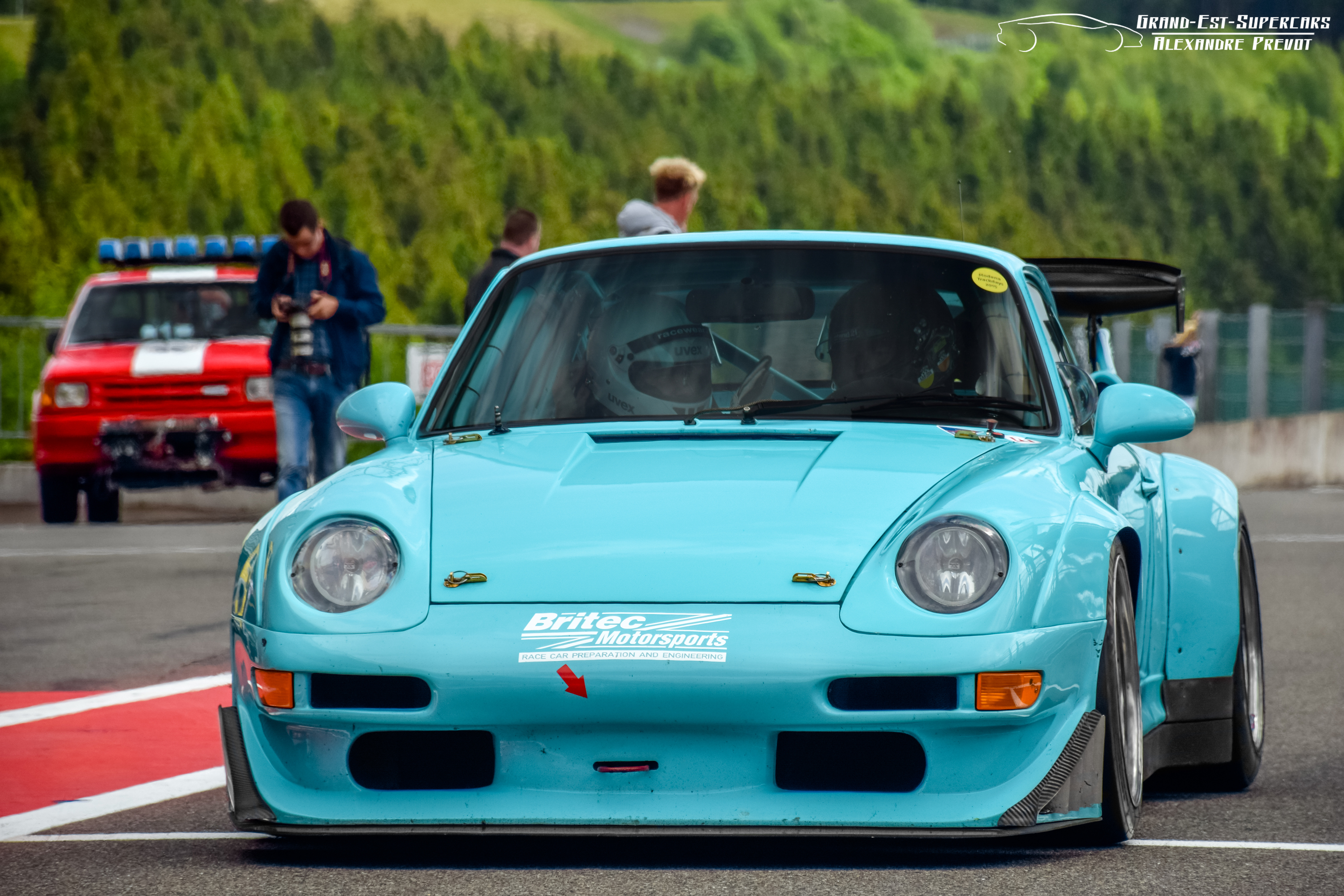
Porsche 993 GT2 Evo.

L'évolution de la Porsche 911 GT2, la Porsche 911 GT2 « Evo », a été engagée par de nombreuses équipes en BPR Global GT Series et en championnat FIA GT au cours duquel trois courses sont remportées en 1997. Ne remportant qu'une seule course en 1998, la 911 GT2 s'incline face à la Chrysler Viper GTS-R.

## Version route

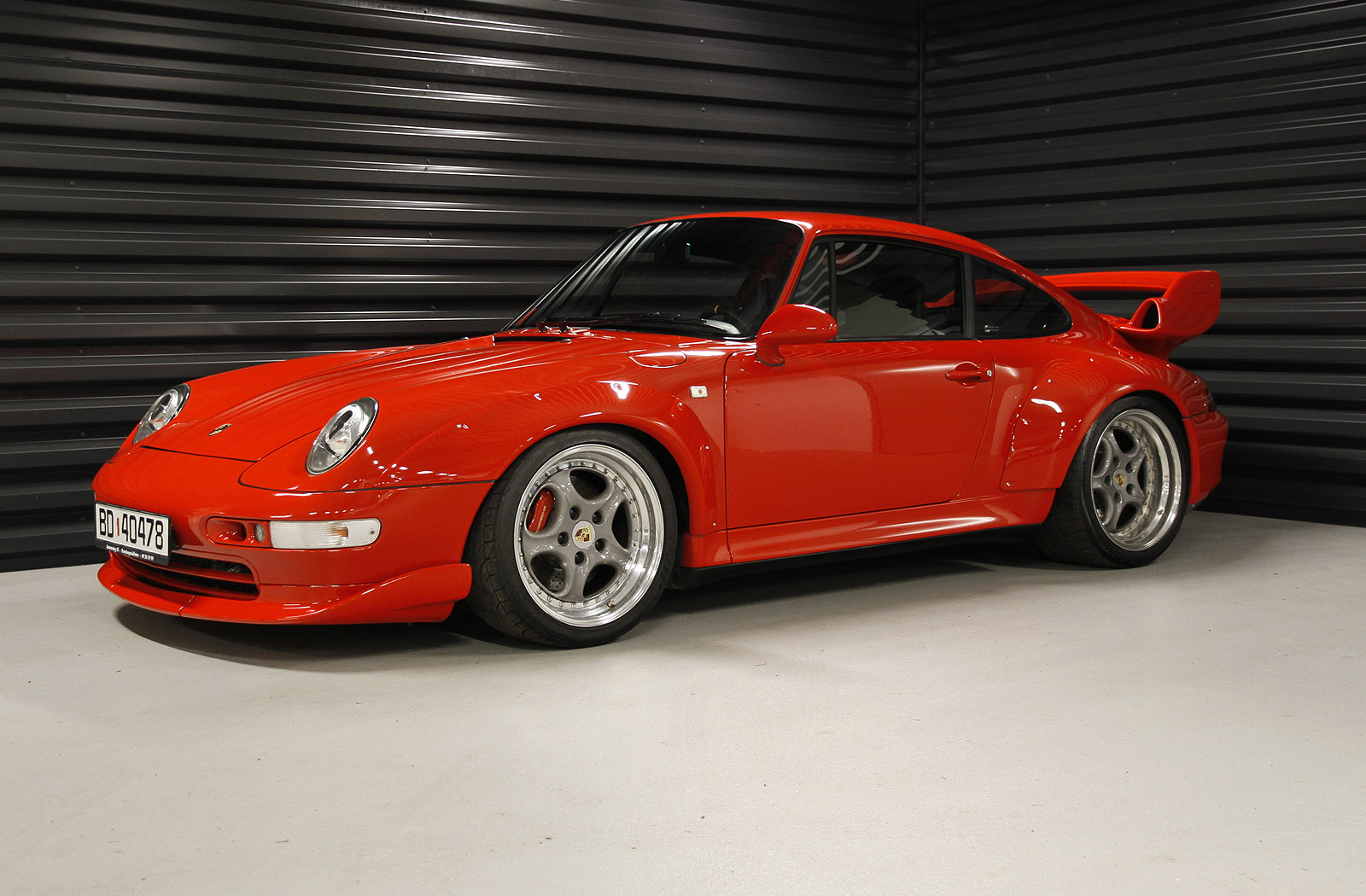
Une Porsche 911 GT2 (993) homologuée pour la route.

Bien quelle soit dénommée 911 GT2, le capot arrière porte l'inscription 911 GT. Elle est conçue sur une base Porsche 911 Turbo (993) dont elle reprend la plupart des éléments châssis et moteur. Elle est allégée de 225 kg grâce aux pièces de carrosserie en aluminium, la suppression des sièges arrière et la présence de la transmission intégrale de la 911 Turbo. Elle est produite à cinquante-sept exemplaires entre 1995 et 1997,.

## Épilogue
Lors de ventes aux enchères, elle fait partie des modèles de Porsche 911 les plus onéreux. En 2012, la Porsche 911 GT2 aux couleurs du Champion Racing, pilotée par Hans-Joachim Stuck, Thierry Boutsen et Bill Adam, qui se classe deuxième de la catégorie GTS-1 aux 24 Heures de Daytona 1997, est vendue 357 500 $. En 2015, une version route (châssis WP0ZZZ99ZTS392139) est vendue aux enchères à 973 500 $. L'un des châssis (WP0ZZZ99ZTS393103) engagé par Larbre Compétition aux 24 Heures du Mans 1995 est restauré entre 2019 et 2020.
En mars 2020, un exemplaire du modèle de route est proposé aux enchères par RM Sotheby's à un montant compris entre 950 000 $ et 1 100 000 $.